# Col·legi Públic Sant Jaume
CP El Castell o Col·legi Públic San Jaume és una escola pública ubicada al carrer Enric Valor d'Almoines (la Safor, País Valencià) dedicada especialment a l'impuls de l'ensenyament en català al País Valencià en les etapes d'educació primària i secundària des del 1980. A més de la qüestió lingüística, durant aquest quart de segle sempre ha tingut presents, com a eixos d'innovació educativa, la renovació pedagògica i la participació democràtica de tots els sectors implicats en l'àmbit de l'educació. Per aquest motiu, el 2005 li fou concedida la Creu de Sant Jordi per la Generalitat de Catalunya.